# Brodie Summers
Brodie Summers (ur. 18 października 1993 w Duncraig) – australijski narciarz dowolny. Specjalizuje się w jeździe po muldach. W 2013 roku wystartował na mistrzostwach świata w Voss, zajmując siódme miejsce w jeździe po muldach i dziewiąte w muldach podwójnych. Podczas rozgrywanych rok później igrzysk olimpijskich w Soczi był trzynasty w jeździe po muldach. W Pucharze Świata zadebiutował 29 stycznia 2011 roku w Calgary, zajmując 32. miejsce w jeździe po muldach. Pierwsze pucharowe punkty wywalczył 14 grudnia 2013 roku w Ruka, gdzie był osiemnasty w tej samej konkurencji. Na podium zawodów tego cyklu po raz pierwszy stanął 4 lutego 2017 roku w Deer Valley, plasując się na trzecim miejscu w muldach podwójnych.

## Osiągnięcia

### Igrzyska olimpijskie
| Miejsce | Dzień     | Rok  | Miejscowość | Konkurencja      | Zwycięzca          |
| ------- | --------- | ---- | ----------- | ---------------- | ------------------ |
| 13.     | 10 lutego | 2014 | Soczi       | Jazda po muldach | Alexandre Bilodeau |
| DNS.    | 12 lutego | 2018 | Pjongczang  | Jazda po muldach | Mikaël Kingsbury   |
| 10.     | 5 lutego  | 2022 | Pekin       | Jazda po muldach | Walter Wallberg    |

### Mistrzostwa świata
| Miejsce | Dzień    | Rok  | Miejscowość   | Konkurencja      | Zwycięzca          |
| ------- | -------- | ---- | ------------- | ---------------- | ------------------ |
| 7.      | 6 marca  | 2013 | Voss          | Jazda po muldach | Mikaël Kingsbury   |
| 9.      | 8 marca  | 2013 | Voss          | Muldy podwójne   | Alexandre Bilodeau |
| 11.     | 8 marca  | 2017 | Sierra Nevada | Jazda po muldach | Ikuma Horishima    |
| 18.     | 9 marca  | 2017 | Sierra Nevada | Muldy podwójne   | Ikuma Horishima    |
| 27.     | 8 lutego | 2019 | Deer Valley   | Jazda po muldach | Mikaël Kingsbury   |
| 26.     | 9 lutego | 2019 | Deer Valley   | Muldy podwójne   | Mikaël Kingsbury   |
| 16.     | 8 marca  | 2021 | Ałmaty        | Jazda po muldach | Mikaël Kingsbury   |
| 12.     | 9 marca  | 2021 | Ałmaty        | Muldy podwójne   | Mikaël Kingsbury   |

### Puchar Świata

#### Miejsca w klasyfikacji generalnej
- sezon 2013/2014: 178.
- sezon 2015/2016: 183.
- sezon 2016/2017: 47.
- sezon 2017/2018: –
- sezon 2018/2019: 144.
- sezon 2019/2020: 87.

Od sezonu 2020/2021 klasyfikacja jazdy po muldach jest jednocześnie klasyfikacją generalną.
- sezon 2020/2021: 5.
- sezon 2021/2022: 16.

#### Miejsca na podium w zawodach
1. Deer Valley – 4 lutego 2017 (muldy podwójne) – 3. miejsce
2. Thaiwoo – 25 lutego 2017 (jazda po muldach) – 2. miejsce
3. Idre Fjäll – 12 grudnia 2020 (jazda po muldach) – 2. miejsce